# Férfi egyéni párbajtőrvívás az 1900. évi nyári olimpiai játékokon
A Párizsban megrendezett 1900. évi nyári olimpiai játékokon a férfi egyéni párbajtőrvívás egyike volt a hét vívószámnak. 104 vívó indult 9 nemzetből.

## Eredmények

### Első kör
| A csoport | A csoport                                 |
| Helyezés  | Név                                       |
| --------- | ----------------------------------------- |
| 1         | Joseph-Marie Rosé · Franciaország (FRA)   |
| 2         | Édouard de Lastours · Franciaország (FRA) |
| 3-6       | A. Berger · Franciaország (FRA)           |
| 3-6       | Luquetas · Franciaország (FRA)            |
| 3-6       | Mosso · Franciaország (FRA)               |
| 3-6       | A. Tintant · Franciaország (FRA)          |

| B csoport | B csoport                              |
| Helyezés  | Név                                    |
| --------- | -------------------------------------- |
| 1         | de Pradel · Franciaország (FRA)        |
| 2         | Jean Dreyfuss · Franciaország (FRA)    |
| 3-6       | de la Chevalerie · Franciaország (FRA) |
| 3-6       | Gardiès · Franciaország (FRA)          |
| 3-6       | Hérrison · Franciaország (FRA)         |
| 3-6       | Ivanovich · Franciaország (FRA)        |

| C csoport | C csoport                                           |
| Helyezés  | Név                                                 |
| --------- | --------------------------------------------------- |
| 1         | Roffo · Franciaország (FRA)                         |
| 2         | Fouchier · Franciaország (FRA)                      |
| 3-6       | Pierre Georges Louis d’Hugues · Franciaország (FRA) |
| 3-6       | Moreil · Franciaország (FRA)                        |
| 3-6       | Joseph Rodrigues · Franciaország (FRA)              |
| 3-6       | Véve · Franciaország (FRA)                          |

| D csoport | D csoport                            |
| Helyezés  | Név                                  |
| --------- | ------------------------------------ |
| 1         | Ramón Fonst · Kuba (CUB)             |
| 2         | Edmond Wallace · Franciaország (FRA) |
| 3         | Willy Sulzbacher · Németország (GER) |
| 4-6       | Bazin · Franciaország (FRA)          |
| 4-6       | Fleury · Franciaország (FRA)         |
| 4-6       | Thomeguex · Franciaország (FRA)      |

| E csoport | E csoport                                   |
| Helyezés  | Név                                         |
| --------- | ------------------------------------------- |
| 1         | Gaston Alibert · Franciaország (FRA)        |
| 2         | Georges de la Falaise · Franciaország (FRA) |
| 3-6       | Olivier Collarini · Olaszország (ITA)       |
| 3-6       | Grad · Franciaország (FRA)                  |
| 3-6       | Massé · Franciaország (FRA)                 |
| 3-6       | Morin · Franciaország (FRA)                 |

| F csoport | F csoport                                |
| Helyezés  | Név                                      |
| --------- | ---------------------------------------- |
| 1         | Jean-Joseph Renaud · Franciaország (FRA) |
| 2         | Maurice Boisdon · Franciaország (FRA)    |
| 3-6       | de Champeaux · Franciaország (FRA)       |
| 3-6       | Loizillon · Franciaország (FRA)          |
| 3-6       | Salvanahac · Franciaország (FRA)         |
| 3-6       | de Segonzac · Franciaország (FRA)        |

| G csoport | G csoport                           |
| Helyezés  | Név                                 |
| --------- | ----------------------------------- |
| 1         | Plommet · Franciaország (FRA)       |
| 2         | Léon Thiébaut · Franciaország (FRA) |
| 3         | Lariviére · Franciaország (FRA)     |
| 4-6       | Adam · Franciaország (FRA)          |
| 4-6       | Robert Marc · Franciaország (FRA)   |
| 4-6       | Taillefert · Franciaország (FRA)    |

| H csoport | H csoport                                                   |
| Helyezés  | Név                                                         |
| --------- | ----------------------------------------------------------- |
| 1         | André Rabel · Franciaország (FRA)                           |
| 2         | Bowden · Franciaország (FRA)                                |
| 3-6       | de Lastic · Franciaország (FRA)                             |
| 3-6       | Georges Leroy · Franciaország (FRA)                         |
| 3-6       | Miller · Franciaország (FRA)                                |
| 3-6       | Alastair Ivan Ladislaus Lucidus Evans · Franciaország (FRA) |

| I csoport | I csoport                                       |
| Helyezés  | Név                                             |
| --------- | ----------------------------------------------- |
| 1         | Richard Wallace · Franciaország (FRA)           |
| 2         | Freydoun Malkom · Irán (IRI)                    |
| 3-6       | Marie Joseph Anatole Elie · Franciaország (FRA) |
| 3-6       | de Laugardière · Franciaország (FRA)            |
| 3-6       | Redeuil · Franciaország (FRA)                   |
| 3-6       | Prospère Sénat · Franciaország (FRA)            |

| J csoport | J csoport                         |
| Helyezés  | Név                               |
| --------- | --------------------------------- |
| 1         | Levé · Franciaország (FRA)        |
| 2         | Maurice Jay · Franciaország (FRA) |
| 3-6       | de Labourde · Franciaország (FRA) |
| 3-6       | Lemoine · Franciaország (FRA)     |
| 3-6       | Robinson · Franciaország (FRA)    |
| 3-6       | de Romilly · Franciaország (FRA)  |

| K csoport | K csoport                                 |
| Helyezés  | Név                                       |
| --------- | ----------------------------------------- |
| 1         | Giuseppe Giurato · Olaszország (ITA)      |
| 2         | Bideau · Franciaország (FRA)              |
| 3-6       | Claude de Boissière · Franciaország (FRA) |
| 3-6       | Albert Cahen · Franciaország (FRA)        |
| 3-6       | Fernandès · Franciaország (FRA)           |
| 3-6       | de la Tournable · Franciaország (FRA)     |

| L csoport | L csoport                        |
| Helyezés  | Név                              |
| --------- | -------------------------------- |
| 1         | Guillemard · Franciaország (FRA) |
| 2         | Holzchuch · Franciaország (FRA)  |
| 3         | Ducreuil · Franciaország (FRA)   |
| 4-6       | Andreac · Franciaország (FRA)    |
| 4-6       | Costiesco · Franciaország (FRA)  |
| 4-6       | A. Robert · Franciaország (FRA)  |

| M csoport | M csoport                                                                        |
| Helyezés  | Név                                                                              |
| --------- | -------------------------------------------------------------------------------- |
| 1         | Léon Sée · Franciaország (FRA)                                                   |
| 2         | Francisco Camet · Argentína (ARG)                                                |
| 3-6       | Carlos de Candamo · Peru (PER)                                                   |
| 3-6       | Mauricio Álvarez de las Asturias Bohorques y Ponce de León · Spanyolország (ESP) |
| 3-6       | de Meuse · Franciaország (FRA)                                                   |
| 3-6       | Rodrigues · Franciaország (FRA)                                                  |

| N csoport | N csoport                                         |
| Helyezés  | Név                                               |
| --------- | ------------------------------------------------- |
| 1         | Henri Hébrard de Villeneuve · Franciaország (FRA) |
| 2         | Moquet · Franciaország (FRA)                      |
| 3-7       | de Cazenove · Franciaország (FRA)                 |
| 3-7       | Thion de la Chaume · Franciaország (FRA)          |
| 3-7       | de Pradines · Franciaország (FRA)                 |
| 3-7       | Prosper · Franciaország (FRA)                     |
| 3-7       | Rosenbaum · Franciaország (FRA)                   |

| O csoport | O csoport                                  |
| Helyezés  | Név                                        |
| --------- | ------------------------------------------ |
| 1         | Louis Perrée · Franciaország (FRA)         |
| 2         | Henri-Georges Berger · Franciaország (FRA) |
| 3-6       | Louis Bastien · Franciaország (FRA)        |
| 3-6       | François · Franciaország (FRA)             |
| 3-6       | Peberay · Franciaország (FRA)              |
| 3-6       | Preurot · Franciaország (FRA)              |

| P csoport | P csoport                            |
| Helyezés  | Név                                  |
| --------- | ------------------------------------ |
| 1         | Tony Smet · Belgium (BEL)            |
| 2         | Début · Franciaország (FRA)          |
| 3-7       | Gaston Achille · Franciaország (FRA) |
| 3-7       | Duclos · Franciaország (FRA)         |
| 3-7       | Fedreghini · Olaszország (ITA)       |
| 3-7       | Fichot · Franciaország (FRA)         |
| 3-7       | Weber · Franciaország (FRA)          |

| Q csoport | Q csoport                          |
| Helyezés  | Név                                |
| --------- | ---------------------------------- |
| 1         | Adrien Guyon · Franciaország (FRA) |
| 2         | Hileret · Franciaország (FRA)      |
| 3-6       | Delprat · Franciaország (FRA)      |
| 3-6       | Lafontaine · Franciaország (FRA)   |
| 3-6       | Thomeguex · Franciaország (FRA)    |
| 3-6       | de Vars · Franciaország (FRA)      |

### Negyeddöntő
| A negyeddöntő | A negyeddöntő                       |
| Helyezés      | Név                                 |
| ------------- | ----------------------------------- |
| 1             | Jean Dreyfuss · Franciaország (FRA) |
| 2             | Plommet · Franciaország (FRA)       |
| 3             | Levé · Franciaország (FRA)          |
| 4-6           | Hileret · Franciaország (FRA)       |
| 4-6           | Moquet · Franciaország (FRA)        |
| 4-6           | Roffo · Franciaország (FRA)         |

| B negyeddöntő | B negyeddöntő                               |
| Helyezés      | Név                                         |
| ------------- | ------------------------------------------- |
| 1             | Richard Wallace · Franciaország (FRA)       |
| 2             | Édouard de Lastours · Franciaország (FRA)   |
| 3             | Georges de la Falaise · Franciaország (FRA) |
| 4-6           | Bowden · Franciaország (FRA)                |
| 4-6           | Guillemard · Franciaország (FRA)            |
| 4-6           | Léon Thiébaut · Franciaország (FRA)         |

| C negyeddöntő | C negyeddöntő                                     |
| Helyezés      | Név                                               |
| ------------- | ------------------------------------------------- |
| 1             | Edmond Wallace · Franciaország (FRA)              |
| 2             | Francisco Camet · Argentína (ARG)                 |
| 3             | de Pradel · Franciaország (FRA)                   |
| 4-6           | Bideau · Franciaország (FRA)                      |
| 4-6           | Tony Smet · Belgium (BEL)                         |
| 4-6           | Henri Hébrard de Villeneuve · Franciaország (FRA) |

| D negyeddöntő | D negyeddöntő                              |
| Helyezés      | Név                                        |
| ------------- | ------------------------------------------ |
| 1             | Gaston Alibert · Franciaország (FRA)       |
| 2             | Léon Sée · Franciaország (FRA)             |
| 3             | Ramón Fonst · Kuba (CUB)                   |
| 4-6           | Henri-Georges Berger · Franciaország (FRA) |
| 4-6           | Giuseppe Giurato · Olaszország (ITA)       |
| 4-6           | Freydoun Malkom · Irán (IRI)               |

| E negyeddöntő | E negyeddöntő                           |
| Helyezés      | Név                                     |
| ------------- | --------------------------------------- |
| 1             | Maurice Boisdon · Franciaország (FRA)   |
| 2             | Louis Perrée · Franciaország (FRA)      |
| 3             | Joseph-Marie Rosé · Franciaország (FRA) |
| 4-6           | Début · Franciaország (FRA)             |
| 4-6           | Fouchier · Franciaország (FRA)          |
| 4-6           | Adrien Guyon · Franciaország (FRA)      |

| F negyeddöntő | F negyeddöntő                       |
| Helyezés      | Név                                 |
| ------------- | ----------------------------------- |
| 1             | Holzchuch · Franciaország (FRA)     |
| 2             | Léon Thiébaut · Franciaország (FRA) |
| 3             | Guillemard · Franciaország (FRA)    |
| 4-5           | Unknown                             |

| Visszalépők                              |
| Név                                      |
| ---------------------------------------- |
| Maurice Jay · Franciaország (FRA)        |
| André Rabel · Franciaország (FRA)        |
| Jean-Joseph Renaud · Franciaország (FRA) |

### Elődöntő
| A elődöntő | A elődöntő                               |
| Helyezés   | Név                                      |
| ---------- | ---------------------------------------- |
| 1          | Gaston Alibert · Franciaország (FRA)     |
| 2          | Plommet · Franciaország (FRA)            |
| 3          | Léon Sée · Franciaország (FRA)           |
| 4-6        | Édouard de Lastour · Franciaország (FRA) |
| 4-6        | Holzchuch · Franciaország (FRA)          |
| 4-6        | Joseph-Marie Rosé · Franciaország (FRA)  |

| A elődöntő | A elődöntő                                  |
| Helyezés   | Név                                         |
| ---------- | ------------------------------------------- |
| 1          | Georges de la Falaise · Franciaország (FRA) |
| 2          | Louis Perrée · Franciaország (FRA)          |
| 3          | Francisco Camet · Argentína (ARG)           |
| 4-6        | Maurice Boisdon · Franciaország (FRA)       |
| 4-6        | Jean Dreyfuss · Franciaország (FRA)         |
| 4-6        | de Pradel · Franciaország (FRA)             |

| A elődöntő | A elődöntő                            |
| Helyezés   | Név                                   |
| ---------- | ------------------------------------- |
| 1          | Léon Thiébaut · Franciaország (FRA)   |
| 2          | Edmond Wallace · Franciaország (FRA)  |
| 3          | Ramón Fonst · Kuba (CUB)              |
| 4-6        | Guillemard · Franciaország (FRA)      |
| 4-6        | Levé · Franciaország (FRA)            |
| 4-6        | Richard Wallace · Franciaország (FRA) |

### Döntő
| Helyezés | Név                                         | Győzelem | Vereség |
| -------- | ------------------------------------------- | -------- | ------- |
| Arany    | Ramón Fonst · Kuba (CUB)                    | 4        | 2       |
| Ezüst    | Louis Perrée · Franciaország (FRA)          | 4        | 1       |
| Bronz    | Léon Sée · Franciaország (FRA)              | 3        | 2       |
| 4        | Georges de la Falaise · Franciaország (FRA) | 3        | 3       |
| 5        | Francisco Camet · Argentína (ARG)           | 2        | 3       |
| 6        | Edmond Wallace · Franciaország (FRA)        | 2        | 4       |
| 7        | Gaston Alibert · Franciaország (FRA)        | 2        | 3       |
| 8        | Léon Thiébaut · Franciaország (FRA)         | 2        | 4       |
| 9        | Plommet · Franciaország (FRA)               | 0        | 6       |